# 大王軛鰭菱鮃
大王軛鰭菱鮃為輻鰭魚綱鰈形目鰈亞目菱鮃科的其中一種，為溫帶海水魚，分布於東大西洋區，從不列顛群島至摩洛哥海域，包括地中海、亞德里亞海，棲息深度10-180公尺，體長可達20公分，棲息在岩石底質底層水域，以底棲魚類及無脊椎動物為食，繁殖期在2月至8月，生活習性不明，可作為食用魚。